# Knysna
Knysna è una città costiera sudafricana situata nella municipalità distrettuale di Eden nella provincia del Capo Occidentale. Si affaccia sull'oceano Indiano ed è attraversata dalla celebre strada panoramica Garden Route. Si trova a 34 gradi a sud dell'equatore, e a 34 km dalla città di George. Storicamente, Knysna ha rappresentato un importante centro per il commercio di legname, avorio e oro. Oggi sono rinomati l'artigianato e la pesca di ostriche; la Knysna Oyster Company, con sede a Thesen Island, dal 1949 rifornisce di ostriche i ristoranti della città.
Knysna è un'importante meta turistica; per via del clima estremamente mite, è anche uno dei luoghi in cui i sudafricani anziani amano andare in pensione. Knysna è anche l'estremità della linea ferroviaria del treno a vapore panoramico Outeniqua Choo Tjoe.

## Geografia fisica
La città sorge sulla costa settentrionale di una grande laguna d'acqua calda, in cui sfocia il fiume Knysna. La bocca della laguna rivolta verso l'oceano è delimitata da due formazioni rocciose note come "Knysna Heads", tristemente ricordate a causa della morte che numerosi pescatori hanno trovato nelle insidiose acque circostanti. Vicino alle "teste" si trovano altre interessanti formazioni geologiche, note come "Map Stones".

## Storia
Non si sa molto delle genti Khoikhoi che abitavano l'area. La zona a est dell'odierna città di George era infatti separata da alte montagne e profonde gole, rendendola, all'inizio, di fatto inaccessibile ai viaggiatori europei.

### Insediamento europeo
Ciononostante, i primi europei raggiunsero l'area verso il 1760, anno attorno al quale venne creata una fattoria chiamata Melkhoutkraal lungo la costa orientale della laguna di Knysna. Stephanus Jesaias Terblans, il primo allevatore europeo a stabilirsi nell'area, ottenne quest'ultima in concessione nel 1770.

## Monumenti e luoghi d'interesse
- Edificio Melville's

## Knysna National Lake Area
Il territorio circostante Knysna è in gran parte costituito il parco nazionale chiamato Knysna National Lake Area. Fra le specie in pericolo ospitate ci sono il cavalluccio marino di Knysna e la beccaccia di mare nera africana. Sono numerose le specie di uccelli che nidificano nella laguna (per esempio egrette, gabbiani, ibis e cormorani).